# Sensation Comics
Sensation Comics è stata una serie a fumetti edita dalla DC Comics e pubblicata per un totale di 109 numeri tra il 1942 e il 1952.

## Storia editoriale
Per la maggior parte della pubblicazione, il personaggio principale della serie fu Wonder Woman. Altre serie che comparvero furono Black Pirate, The Gay Ghost, Mr. Terrific, Wildcat, Sargon lo Stregone, Hal Mason, The Whip, Atomo, Little Boy Blue, Hop Harrigan, Romansce, Inc., Lady Danger, Doctor Pat ed Astra.
Johnny Peril divenne il protagonista della serie con il n. 107, quando il tema del fumetto cambiò ad un genere più super naturale/misterioso che super eroistico. Il titolo venne cambiato in Sensation Mystery con il n. 110 e fu pubblicato per altri 7 numeri.
Questa serie venne poi utilizzata ancora nel 1999 come titolo per un numero della storia "Il Ritorno della JSA"; questa storia ottenne il massimo dei voti per il Comics's Buyer Guide Fan Award for Favourite Story nel 2000.